# Toto Bissainthe
Toto Bissainthe (2 de abril de 1934–4 de junho de 1994) foi uma atriz e cantora haitiana conhecida por sua mistura artística inovadora de Vodu tradicional, temas rurais e música com lirismo e arranjos contemporâneos. Nascida em Cap-Haïtien em 1934, ela deixou o Haiti ainda jovem para prosseguir seus estudos de teatro no exterior. A sua carreira começou no teatro com a companhia Les Griots, da qual foi fundadora em 1956. Les Griots esteve na vanguarda das instituições culturais inspiradas na négritude em França e foi a primeira companhia teatral africana em Paris.
A cantora e atriz Toto Bissainthe foi reconhecida por muitos como uma das principais vozes da música haitiana no exterior.